# 大頭高原鰍
大頭高原鰍（學名：Triplophysa macrocephala）為輻鰭魚綱鯉形目條鰍科高原鰍屬的其中一種。分布於亞洲中國廣西壯族自治區南丹縣八圩鄉洞穴，本魚體延長，頭扁平，吻部略尖，口下位，上下唇光滑，具觸鬚3對，眼睛退化僅剩一黑點，體無鱗片，側線完全，體色為乳白色，背部及體側具褐色斑點，魚鰭透明，體長可達7.7公分，棲息在洞穴底層水域，生活習性不明。

## 扩展阅读
維基物種上的相關：大頭高原鰍